# 테오도르 제리코
테오도르 제리코(Théodore Géricault, 1793년 8월 31일 ~ 1824년 8월 31일)는 프랑스의 화가이다. 고전주의에서 해방된 낭만파의 선구자이다. 그는 루벤스에게서 영향을 받았으며, 1816년 이탈리아에 유학하였다. 들라크루아에게 영향을 주었다.
이 화가는 짧은 생애에 그 시대를 회오리 바람처럼 치달아 빠져갔다. 그는 루앙의 부유한 가정에서 태어났는데, 어려서부터 그림과 기마(騎馬)에 정열을 쏟아 질풍처럼 달리는 것을 좋아했다. 회화는 다비드 풍으로만 신중히 그린 게랭에게 배웠는데, 동문(同門)으로 후배에 유명한 들라크루아가 있다. 게랭은 천재를 구속하지 않았다. 제리코는 21세에 《엽기병(獵騎兵)의 사관(士官)》을 출품했는데, 그것은 전장의 호쾌함을 실감있게 전했고 그로에 이어 정열적인 색채로서 강한 감동을 자아내게 하고 있다. 그 후 시대의 변동으로 그는 이탈리아에서 배웠으며 특히 로마에서 미켈란젤로의 천장화(天障畵)에 감명을 받았다. 미켈란젤로처럼 웅위(雄偉)한 제작을 염원하여 일시 화풍을 바꾸었으나, 귀국 후 제재를 찾는 중에 메듀즈 호(號)의 비극을 알고, 1819년에 그 대작을 발표했다. 그러나 평판은 의외로 좋지 않아 그는 그 대작을 가지고 영국을 순회했는데, 일찍부터 폐를 앓은 그는 영국의 기후로 병이 더욱 악화되었고, 귀국 후에는 《질그릇 굽는 가마》 등을 제작했으며, 낙마(落馬)하여 병이 더욱 악화, 불행한 투병 끝에 31세로 요절했다. 그의 대표작은 1점에 불과하지만, 그는 자성(資性) 웅대함에 프랑스 회화가 낳은 가장 대형의 천재였다.
《메두사호의 뗏목》(1819)은 대담한 구도와 명암의 강한 구성 등으로 사람들에게 큰 감동을 주었다. 다른 작품으로 《돌격하는 기병 장교》(1812), 《1821년 엡섬 더비》(1821), 《미친 여인》(1822)등이 있다.

## 주요 작품

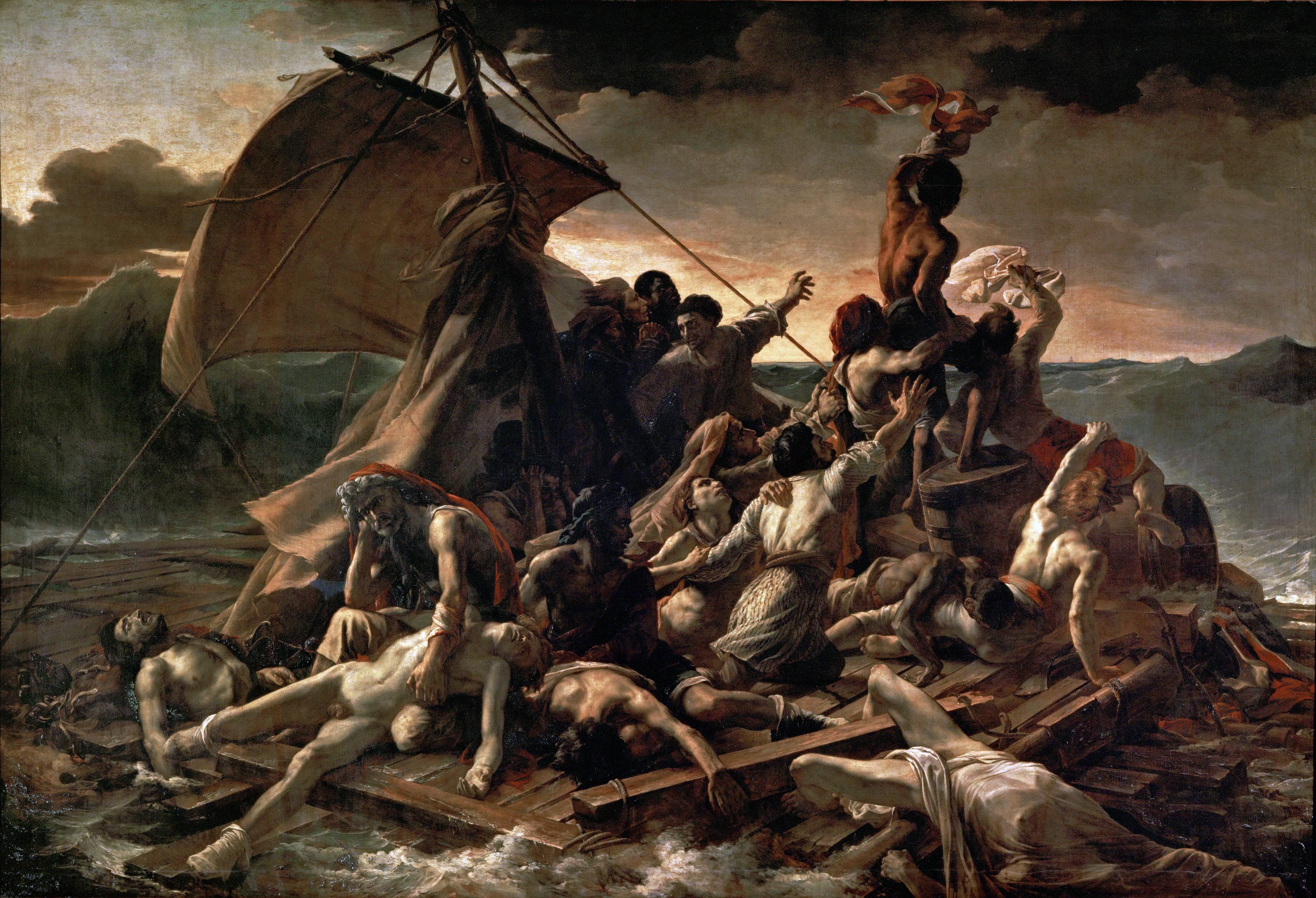
《메두사호의 뗏목》
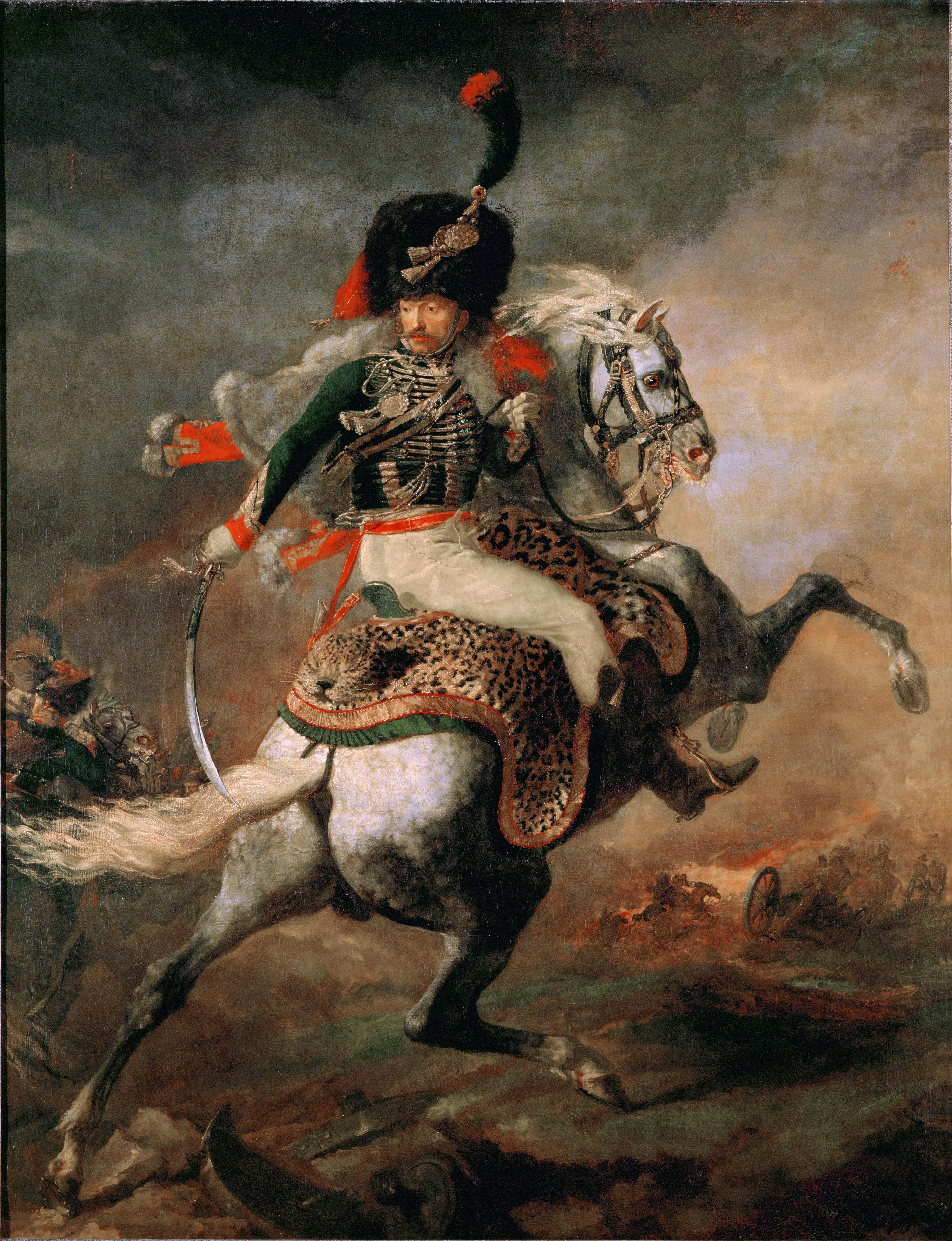
《돌격하는 기병 장교》
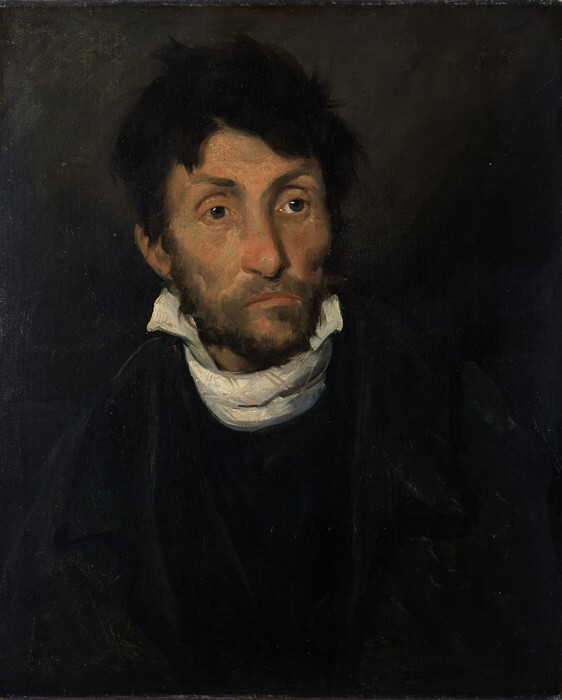
Portrait of a Kleptomaniac
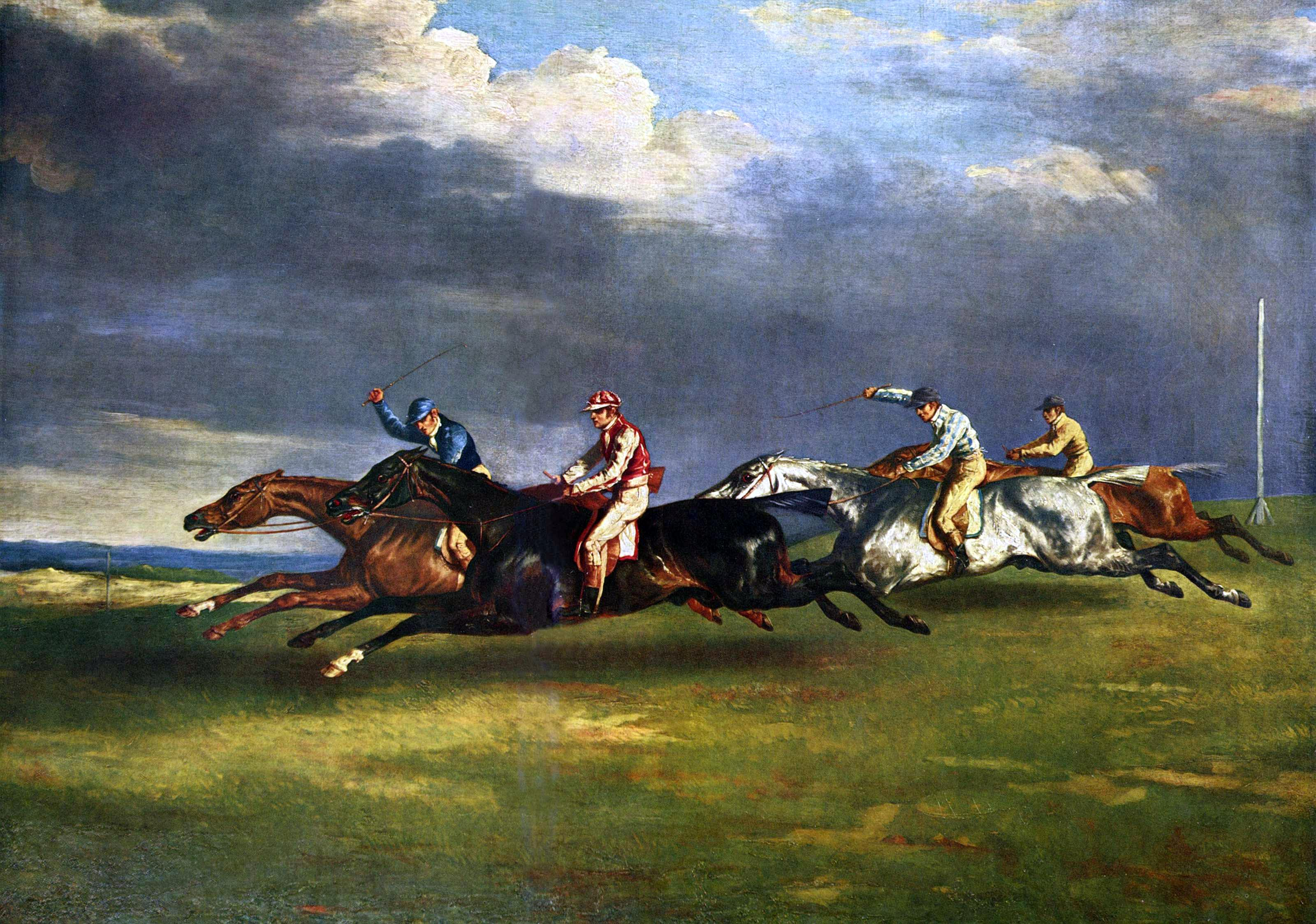
《1821년 엡섬 더비》